# Тай-цзу (Поздняя Лян)
Тай-цзу (9 декабря 852—18 июля 912), имя при рождении Чжу Вэнь (朱温), второе имя Чжу Цюаньчжун (朱全忠) — китайский военачальник и военный наместник (цзедуши) эпохи Тан, император-основатель династии Поздняя Лян (907), давшей начало эпохе Пяти Династий и Десяти Царств.

## Происхождение и ранние годы
Чжу Вэнь был третьим сыном учителя из уезда Даньшань префектуры Сун (север современной провинции Хэнань). Рано потеряв отца, он воспитывался в доме одного из родственников своей матери. Не удовольствовавшись карьерой мелкого провинциального чиновника, к которой его готовили, Чжу Вэнь собрал боевой отряд и в 877 году примкнул к армии повстанцев под предводительством Хуан Чао и сделавшись одним из его главных военачальников. Когда стало ясно, что дело Хуан Чао проиграно, Чжу Вэнь в 882 году переметнулся на сторону императора Си-цзуна, который назначил его заместителем командующего одной из армий. При этом Чжу Вэнь получил новое имя — Цюаньчжун («Искренне преданный»).

## Возвышение
В мае 883 года Чжу Цюаньчжун был назначен на должность цзедуши («генерал-губернатора») крупного округа Сюаньву, получив под командование сильную армию. С этого начался его путь к власти. Подавление крестьянского восстания и смерть Хуан Чао в июле 884 года стали прологом к затяжной борьбе за реальную власть в империи Тан, в которую вскоре включился и Чжу Цюаньчжун. К моменту смерти императора Си-цзуна весной 888 года цзедуши стали уже фактически самостоятельными правителями провинций — они не перечисляли в казну ни налогов, ни пошлин, а их армии подчинялись лично им, а не императору.
Основным соперником Чжу Цюаньчжуна был один из наиболее влиятельных пограничных цзедуши, наместник провинции Хэдун Ли Кэюн, тюрок-шато по происхождению, войска которого летом 883 года внесли решающий вклад в усмирение восставших. Именно против Чжу Цюаньчжуна чаще всего выступали войска тюрок-шато. В этой усобице Чжу Цюаньчжун оказался более проворным и более решительным. 
В 902 году император Чжао-цзун в очередной раз вынужден был бежать из столицы. Он укрылся в Фэнсяне, находившемся под контролем Ли Маочжэня, цзедуши округа Тяньсюн. Узнав об этом, Чжу Цюаньчжун осадил Фэнсян и весной 903 года Ли Маочжэнь выдал ему императора. Чжу Цюаньчжун вернул Чжао-цзуна в столицу, город Чанъань, и помог чэнсяну Цуй Иню расправиться с оппозиционной партией придворных евнухов. Весной 904 года Чжу Цюаньчжун заявил, что императору опасно оставаться в Чанъане, поскольку на столицу готовится напасть Ли Маочжэнь, и перевёз Чжао-цзуна в Лоян. Здесь император попытался освободиться от контроля Чжу Цюаньчжуна, для чего запросил поддержки у некоторых наместников. Узнав об этом, Чжу 22 сентября 904 года приказал убить Чжао-цзуна. После этого Чжу Цюаньчжун посадил на престол одиннадцатилетнего принца Ли Цзо, номинально провозглашённого императором под именем Ли Чу. Почти три года Ли Чу находился в изоляции и 12 мая 907 года отрёкся от престола в пользу Чжу Цюаньчжуна, который объявил себя императором новой династии Поздняя Лян. Вскоре все представители старой династии Тан, включая Ли Чу, были истреблены по приказу Чжу Цюаньчжуна.

## Правление
Став императором, Чжу Цюаньчжун рьяно взялся за укрепление личной власти. Он упразднил дворцовый секретариат, который в период танской династии составлял все распоряжения, связанные с управлением государством, и создал вместо него дворцовый совет — консультативный орган с существенно меньшими полномочиями. Кроме того, новый император попытался ограничить влияние евнухов при дворе, выгнав 25 из них.
Еще одной крупной проблемой Чжу Цюаньчжуна остался его главный соперник в борьбе за власть Ли Кэюн, контролировавший провинцию Шаньси. Ли Кэюн не признал Чжу Цюаньчжуна императором, заявил о верности династии Тан и объявил себя независимым Цзинь-ваном (правителем княжества Цзинь). После смерти Ли Кэюна в феврале 908 года борьбу против Чжу Цюаньчжуна продолжил его старший сын и наследник Ли Цуньсюй. Все попытки Чжу Цюаньчжуна дипломатическим путём вернуть контроль над мятежной территорией не увенчались успехом. Два военных похода против княжества Цзинь в 911 и 912 годах закончились для династии Лян чувствительными поражениями.

## Смерть Чжу Цюаньчжуна
Военные неудачи и ропот чиновников резко ослабили авторитет и власть Чжу Цюаньчжуна. В 912 году он пал от руки своего старшего сына Чжу Югуя. Последнего год спустя сверг его младший брат Чжу Чжэнь, продержавшийся на троне 10 лет.